# Саидов, Ибрагим Магомедович
Ибрагим Магомедович Саидов (чечен. Саидов ИбрахӀим; 12 июня 1927, Белгатой, Северо-Кавказский край — 3 апреля 1995, Грозный) — советский чеченский этнограф, кандидат исторических наук, был научным сотрудником Чечено-Ингушского научно-исследовательского института.

## Биография
Родился 12 июня 1927 года в селе Белгатой Шалинского района Чечено-Ингушской АССР.
Отец И. Саидова был известным в Чечне теологом-арабистом. Дед его был также образованным арабистом. Семья И. Саидова, как и подобные ей, была очагом исконной чеченской духовности. Поэтому судьба этих семей в советские годы оказалась трагичной. Отец И. Саидова был репрессирован, как и тысячи других в 1920—1930-е годы, когда большинство знатоков арабской грамотности и просто носителей традиционного мировоззрения было уничтожено.
Образование И. Саидов получил в вечерней школе в Киргизской ССР, куда семья была депортирована в 1944 году во время депортации чеченцев и ингушей, там же И. Саидов получил два высших образования — закончил географический факультет и биолого-химический.
После возвращения на родину Чечено-Ингушетию И. Саидов окончил историко-филологический факультет Чечено-Ингушского пединститута. Он устроился на работу инспектором Шалинского района. Затем его назначили директором школы в его родном Белгатое. Классов по 5-6 учеников, разбросанных по нескольким убогим домам.

### Карьера
В 1957 году И. Саидов стал профессионально собирать материал по общественному быту чеченцев. Этнография стала его специализацией в Чечено-Ингушском Научно-исследовательском институте истории, языка и литературы.
И. Саидов поработал с учеными-кавказоведами: М. И. Лавровым, А. И. Робакидзе, В. К. Гардановым, Б. А. Калоевым, Н. Н. Чебоксаровым и др. Когда он пришел в Чечено-Ингушский научно-исследовательский институт, здесь работали представители чеченской интеллигенции, ученые старшего поколения — Халид Ошаев, Магомет Мамакаев, Магомед Абазатов и др..
И. Саидов был участником многих этнографических конференций..
Московские и грузинские этнографы многим обязаны И. Саидову как участнику палевых исследований в горных районах Чечни и Ингушетии. Многие из них относились к И .Саидову как к своему учителю. Его дом был всегда открыт для них и был чуть ли не базой этнографических экспедиций.
И .Саидов не искажал этнографический материал в пользу (а на деле в ущерб) какой-либо теории. Главная заслуга И. Саидова — открытие древней верховной организации чеченцев — Мехк-кхел (совет старейшин страны), ставшей темой его кандидатской диссертации. Эта проблема была решена с помощью его многолетнего полевого этнографического материала. И. Саидов аспирантскую подготовку проходил в Москве под руководством Марка Осиповича Косвена, где получил положительный отзыв о диссертации, посвященной общественному быту чеченцев.
В статье И. Саидова «Этнографический и фольклорный материал о классовых отношениях у чеченцев и ингушей». Заслугой автора является уже сам факт обращения к сложной теме социальных отношений в Чечено-Ингушетии, привлечение внимания к ряду нерешенных или спорных вопросов по данной тематике. Учеником И. Саидова был российский этнограф, кандидат исторических наук, профессор Ян Чеснов.
Умер в Грозном 3 апреля 1995 года.

### Семья
Жена Тамара, шесть детей — двух сыновей и четырёх дочерей.